# 中央競馬のオープン特別競走
中央競馬のオープン特別競走（ちゅうおうけいばのオープンとくべつきょうそう）とは、中央競馬の特別競走のなかで、出走条件に獲得賞金に関連する上限に関する条件（「3勝馬クラス以下（2019年5月までは収得賞金1600万円以下）」などの条件のこと）がない競走である（「収得賞金」については日本の競馬の競走体系#中央競馬を参照）。
広い意味でのオープン特別競走には重賞競走も含まれるが、本項目ではそれ以外の競走について記載する（重賞競走についてはTemplate:中央競馬の重賞競走を参照）。また、2019年度から、オープン特別に於いて、生産の指標において重要になりうる賞金の高い重賞に準ずる競走については、リステッド競走（L格付け）がなされることとなったが、こちらはリステッド競走#JRAのリステッド競走も併せて参照のこと。

## トライアル競走
トライアル競走もしくはステップ競走とは、特定の競走への出走権（もしくは優先出走権）が得られる競走である。

### 2歳GIII競走のステップ競走
いずれも国際競走および指定交流競走（特別指定競走）であり、地方競馬所属馬に限り上位2着馬までに優先出走権が得られる。
- 新潟2歳ステークス、中京2歳ステークスのステップ競走
  - ダリア賞
- 札幌2歳ステークスのステップ競走
  - コスモス賞、クローバー賞

### 3歳GI競走のトライアル競走
いずれも国際競走および指定競走である。中央競馬・地方競馬所属馬ともに、上位入着馬に優先出走権が得られる。詳細は各競走の記事を参照。
- 桜花賞のトライアル競走（1位・2位入着馬）
  - アネモネステークス
- 皐月賞のトライアル競走（1位・2位入着馬）
  - 若葉ステークス
- 優駿牝馬のトライアル競走（1位入着馬）
  - スイートピーステークス
- 東京優駿のトライアル競走（1位入着馬）
  - プリンシパルステークス

※3歳GI競走のうちNHKマイルカップ・秋華賞・菊花賞については、トライアル競走は重賞競走のみが指定されている。

### 地方競馬所属馬のGI競走へのステップ競走
これまでに地方競馬所属馬のGI競走へのステップ競走として行われた競走としては以下の競走がある。
いずれも指定競走であり、地方競馬所属馬に限り、上位1着に出走権が得られる。
- 高松宮記念のステップ競走
  - 卯月ステークス（1996年〜1999年）
  - オーシャンステークス（当時オープン特別、2000年〜2005年）
- NHKマイルカップのステップ競走
  - マーガレットステークス（1996年〜2017年）
- 安田記念のステップ競走
  - 谷川岳ステークス（1996年〜1999年・2005年〜2011年・2014年〜2018年）
  - 葵ステークス（当時オープン特別、1996年〜2009年）
  - 都大路ステークス（2000年〜2004年）
  - 橘ステークス（2010年〜2017年）
- スプリンターズステークスのステップ競走
  - キャピタルステークス（1996年）
  - 富士ステークス（当時オープン特別、1997年）
  - サマースプリントステークス（2000年）

## 中央地方指定交流競走
この節で取り上げる中央地方指定交流競走は、指定交流競走の一種であるが地方競馬のサラブレッド系およびアラブ系の古馬が出走可能な競走である。
嚆矢は1973年に創設された地方競馬招待競走で1986年に重賞のオールカマーが地方競馬に開放されたため廃止されたが、1992年からローカル開催の各競馬場に地方競馬所属馬に門戸を開いたオープン特別競走が各競馬場に年1回ずつ設定され、1994年のテレビ愛知オープンでトミシノポルンガ（笠松）、1999年の吾妻小富士オープンでタマルファイター（高崎）が優勝した他、かつてはモリユウプリンス（岩手）やアラブのインターロッキー（園田）、トチノミネフジ（大井）など地方競馬の強豪が出走し話題を集めたが1995年の「交流元年」から数多くの重賞競走にも地方競馬所属馬が出走可能となっている。ただし現在も中央競馬では在籍が認められていないアラブ系競走馬が出走可能な数少ない競走ではあるものの、中央競馬がアラブ系競走を廃止した1996年以降の出走は無い。
- ひまわり賞 - 1997年から地方競馬交流。

また、過去に中央地方指定交流競走の古馬のオープン特別として行われた競走としては以下の競走がある。副賞を提供する会社の影響や、番組編成上の都合で他の競走に変更となっている。
- 札幌日経オープン - 1992年から2024年まで地方競馬交流（1992年、及び2025年より札幌日経賞）
- 巴賞 - 1997年から2024年まで地方競馬交流。
- BSNオープン - 1992年から1999年まで地方競馬交流（1992年のみBSN杯）。2000年よりBSN賞。
- テレビ愛知オープン - 1992年から2011年まで地方競馬交流（1992年のみテレビ愛知賞）。
- 小倉日経オープン - 1992年から2023年まで地方競馬交流（1992年のみ小倉日経賞）。2025年より小倉日経賞。
- 吾妻小富士オープン - 1993年から2001年まで地方競馬交流。2003年から2019年まで条件戦の吾妻小富士賞。2020年より吾妻小富士ステークス。
- シーサイドオープン - 1994年から地方競馬交流。1996年に重賞格上げ、1997年にエルムステークスに改称。
- NSTオープン - 2001年から2008年まで地方競馬交流。2009年よりNST賞。
- 福島テレビオープン - 2002年から2024年まで地方競馬交流（2011年のみ夏至ステークス、2025年より福島テレビ賞）
- 朱鷺ステークス - 2009年から2024年まで地方競馬交流。

なお2007年は馬インフルエンザの影響により地方競馬との交流は取りやめとなり、NSTオープン、小倉日経オープン、札幌日経オープンはそれぞれNST賞、小倉日経賞、札幌日経賞として条件特別戦で実施した。

## その他の競走
年齢表記の変更に伴う記述の煩雑さを避けるため、この項目では過去の競走も全て現在の年齢表記で記述する。

### 2歳限定芝オープン特別

#### すずらん賞
すずらん賞（すずらんしょう）は1960年代後半より行われている競走である。すずらんとはユリ科スズラン属に属する多年草の総称である。1960年代後半より1970年代後半までは条件特別（1971年はオープン特別として施行）で行われてきた。その後1979年〜1980年までは2歳オープンの函館競馬場芝1200mで施行され、1981年〜1986年は同じ函館競馬場芝1000mで施行された。1987年〜1995年までは開催されず、1996年は函館競馬場芝1800mで施行されたが、1997年以降は札幌競馬場芝1200mで施行されている。2013年は札幌競馬場の改修工事に伴い函館競馬場芝1200mで施行された。2024年は同時期に第40回アジア競馬会議が札幌で開催されるのを記念してアジアウィークの特別競走が組まれる関係で休止となる。また札幌2歳ステークスの翌日（2回札幌の最終日）に施行されている。本競走の優勝馬からはリエノテソーロ（2016年）が後にGI優勝馬となっている。

#### ききょうステークス
ききょうステークスは1988年より行われていた競走である（1987年以前はききょう特別）。ききょう（桔梗）とはキキョウ科の多年草。現名称に変更以前より1996年まで2歳オープンの阪神競馬場芝1200mで行われ、1997年以降は芝1400mで行われている。1990年〜1991年・1994年・2006年はスケジュールの関係で中京競馬場芝1200m、1995年は阪神競馬場の阪神・淡路大震災による復旧工事のため京都競馬場芝内回り1200mでそれぞれ行われた。2020年〜2022年は京都競馬場の改修工事による変則日程、2024年は阪神競馬場リフレッシュ工事により中京競馬場芝1400mで施行されたが、同年の開催をもって開催休止となった。本競走の優勝馬からはヤマカツスズラン（1999年）、ダンツフレーム（2000年）、コスモサンビーム（2003年）、タワーオブロンドン（2017年）が後にGI優勝馬となっている。

#### 野路菊ステークス
野路菊ステークス（のじぎくステークス）は1988年より現名称で行われている競走である（1987年以前は野路菊賞）。野路菊とはキク科の花の一種で兵庫県の県花でもある。現名称に変更以前より2歳オープンの阪神競馬場芝1600mの条件で長年親しまれ、阪神競馬場の芝外回りコースの新設に伴い2007年からは芝外回り1800mで行われている。1990年〜1991年・1994年はスケジュールの関係で中京競馬場芝1700m、1995年は阪神・淡路大震災の影響で京都競馬場芝外回り1600m、2006年は中京競馬場芝1800mで施行されている。2020年〜2022年は京都競馬場の改修工事による変則日程、2024年は阪神競馬場のリフレッシュ工事により中京競馬場（2020年は芝1600m、2021年・2022年・2024年は芝2000m）でそれぞれ施行される。2025年からは芝外回り1600mで施行される。本競走の優勝馬からはアインブライド（1997年）、ダンツフレーム （2000年）、メイショウサムソン（2005年）、ラブリーデイ（2012年）、ワグネリアン（2017年）の5頭が後にGI優勝馬となっている。野路菊が兵庫県の県花となっていることから兵庫県競馬でものじぎく賞という重賞が行われている。

#### カンナステークス
カンナステークスは現名称では1989年に一度行われた後、2002年から連続して行われている（1987年以前はカンナ賞）。カンナとはカンナ科の花の一種である。現名称に変更以前より、2歳オープンの中山競馬場芝外回り1200mの条件で行われている。2002年は東京競馬場の改修工事に伴う開催日程の変更により新潟競馬場芝内回り1200mで行われた。2014年も中山競馬場の改修工事に伴う開催日程の変更により新潟競馬場芝内回り1200mで施行された。本競走の優勝馬からはコイウタ（2005年）が後にGI優勝馬となっている。

#### 芙蓉ステークス
芙蓉ステークス（ふようステークス）は1989年より現名称で行われている（1988年以前は芙蓉特別）。芙蓉とはアオイ科の落葉低木。現名称に変更以前より、2歳オープンの中山競馬場芝外回り1600mの条件で行われていたが、2015年より2歳馬の距離体系整備により中山競馬場芝2000mで施行されている。1988年・2014年は中山競馬場の改修工事に伴う開催日程の変更により、2002年は東京競馬場の改修工事に伴う開催日程の変更により新潟競馬場（1988年・2002年は芝外回り1600m、2014年は芝外回り1800m）でそれぞれ行われた。本競走の優勝馬からはサクラチヨノオー（1987年）、ライスシャワー（1991年）、ドリームジャーニー（2006年）、ホエールキャプチャ（2010年）がGIを制しており、また2010年は2着になったオルフェーヴルが後に三冠馬となっている。

#### もみじステークス
もみじステークスは1988年から2003年までと、2014年から行われている競走である（1987年以前はもみじ賞）。もみじとはカエデ科カエデ属の木の総称である。1983年から1996年までは2歳オープンの京都競馬場芝外回り1600m（1994年は京都競馬場の改修工事に伴う開催日程の変更により阪神競馬場芝1600mで施行）で行われ、1997年から2001年までと2003年は京都競馬場芝内回り1200m、2002年は京都競馬場芝外回り1400mで施行された。2004年から2013年までは施行されなかったが、2014年より2歳馬の距離体系整備により京都競馬場芝外回り1400mで施行されている。2021年・2022年は京都競馬場の整備工事に伴い、阪神競馬場の芝1400mで施行される。本競走の優勝馬からはサッカーボーイ（1987年）、ビワハヤヒデ（1992年）、フジキセキ（1994年）、ダノンスマッシュ（2017年）、ラウダシオン（2019年）がGI優勝馬となっている。

#### アイビーステークス
アイビーステークスは1984年から2003年までと、2014年から行われている競走である。アイビーとはウコギ科キヅタ属のセイヨウキヅタの別名である。1984年から2003年までは2歳オープンの東京競馬場芝1400m（2002年は東京競馬場の改修工事に伴う開催日程の変更により中山競馬場芝外回り1200mで施行）で行われた。2004年から2013年までは施行されなかったが、2014年より2歳馬の距離体系整備により東京競馬場芝1800mで施行されている。2019年からはリステッド競走となる。本競走の優勝馬からはグラスワンダー（1997年）、ソウルスターリング（2016年）、クロノジェネシス（2018年）、ドウデュース（2021年）がGI優勝馬となっている。

#### 萩ステークス
萩ステークス（はぎステークス）は1984年より行われている競走である。萩とはマメ科ハギ属の落葉低木の総称である。1984年〜1993年までは2歳オープンの京都競馬場芝内回り1200mで行われ、1994年〜1995年は同じ京都競馬場芝外回り1400mで行われた。1995年は牝馬限定戦として開催され、1996年〜2001年までは開催休止となっていたが、2002年以降は京都競馬場芝外回り1800mで施行されている。2019年からはリステッド競走となる。2021年・2022年は京都競馬場の整備工事に伴い、阪神競馬場の芝外回り1800mで施行される。1995年以前はGI馬は輩出されなかったが、2002年のレース復活以降はスズカマンボ（2003年）、フサイチリシャール（2005年）、タイムフライヤー（2017年）、サートゥルナーリア（2018年）、ダノンスコーピオン（2022年）がGI優勝馬となっている。

#### 中京2歳ステークス
中京2歳ステークス（ちゅうきょう2さいステークス）は1960年から行われている競走である。2000年までは中京3歳ステークス（馬齢表示の変更に伴い2001年に改称）。1998年に読売新聞中部支社より寄贈賞を受けており、正式名称はスポーツ報知杯中京2歳ステークス。1971年〜1981年までは2歳オープンの中京競馬場芝1400mで行われ、1982年〜2009年までは芝1800mで行われた。1999年は開催日程の変更により小倉競馬場で行われ「北九州3歳ステークス」として行われた。2003年は降雪のためダート1700mに変更して施行された。2010年・2011年は中京競馬場改修工事のため開催休止となった。2012年からは施行時期が夏季に変更され、距離も芝1400mに変更された。2014年からは距離が芝1600mに再変更された。2020年からは施行時期が12月に、距離も芝1200mにそれぞれ変更される。本競走の優勝馬からはプリマドンナ（1963年）、ニチドウタロー（1978年）、ハッピープログレス（1980年）、メイショウサムソン（2005年）、ダイワスカーレット（2006年）、アドマイヤマーズ（2018年）が後にGI優勝馬となっている。2025年からは小倉2歳ステークスに代わりGIII競走として施行されるとともに距離も芝1400mに変更される予定（詳細は中京2歳ステークスの記事を参照）。

#### クリスマスローズステークス
クリスマスローズステークスは2002年より行われている競走である。クリスマスローズとはクリスマスのころに咲くヘレボルスのことである。2002年から2019年までは2歳オープンの中山競馬場の芝外回り1200mの条件で行われ、2003年のみ降雪の影響でダート1200mに変更されて施行されている。2020年から2024年までは休止されていたが、2025年より中京競馬場芝1200mに施行条件を変更するとともに読売新聞中部支社より寄贈賞を受け、スポーツ報知杯クリスマスローズステークスとして施行される予定。本競走の優勝馬からはGI馬は輩出されていない。

#### ホープフルステークス
ホープフルステークスは1988年から2013年まで行われていた競走である。有馬記念当日に2歳オープンの中山競馬場芝2000mで施行されていた。1984年から1987年までは同様の競走条件で「ひいらぎ賞」が行われており、このひいらぎ賞は1988年から500万下特別競走（2019年から1勝クラスに名称変更）として行われている。1988年以降の本競走の優勝馬からはウイニングチケット（1992年）、エアシャカール（1999年）、トーセンジョーダン（2008年）、ベルシャザール（2010年）が後にGI優勝馬となっている。
2014年より同競馬場・同距離での同名の重賞競走が施行されているが、これについては2013年までのオープン特別が直接重賞へ昇格したものではなく、2013年まで阪神競馬場で施行されていた重賞競走（この当時の名称は「ラジオNIKKEI杯2歳ステークス」）が中山競馬場へ開催を移し同名称へ変更したものと扱われている（詳細はホープフルステークスの記事を参照）。

### 3歳限定芝オープン特別

#### ジュニアカップ
ジュニアカップは1985年〜1998年までは3歳オープンの中山競馬場芝2000mで施行され、1999年に京成杯が芝2000mになったことにより、以後は芝外回り1600mで施行されている。開催日程の都合により1996年・2002年は東京競馬場で行われたが、1996年は降雪のためダート1600mに変更となっている。2019年からはリステッド競走となる。本競走の優勝馬からはメジロライアン（1990年）、イシノサンデー（1996年）、サニーブライアン（1997年）、セイウンスカイ（1998年）、キンシャサノキセキ（2006年）、スマートファルコン（2008年）、マイネルホウオウ（2013年）が後にGI優勝馬となっている。名称は「年少者、息子」を意味する「ジュニア」から。

#### クロッカスステークス
クロッカスステークスは1989年より3歳オープンの中山競馬場芝外回り1600mで施行。主に第2回中山（2月〜3月）で開催された。1998年より現在の1月末〜2月初旬の東京競馬場芝1400mで施行されるようになった。但し、2003年は東京競馬場改修工事のため中山競馬場芝外回り1200mで施行された。2019年からはリステッド競走となる。本競走の優勝馬からはラウダシオン（2020年）がGI優勝馬となっている。名称は「アヤメ科」の花であるクロッカスから。

#### マーガレットステークス
マーガレットステークスは1973年より3歳オープンの阪神競馬場芝2000mで施行。1976年に京都競馬場芝外回り1400mで開催されたのを除いて1979年まで芝2000mで施行（但し1974年は厩務員ストライキの影響により開催休止）。1980年〜1990年・1992年〜1994年は阪神競馬場芝1600m、1991年・1995年〜1999年は京都競馬場芝外回り1600mでそれぞれ施行。2000年から2017年は阪神競馬場芝1400m、2018年から2024年は阪神競馬場芝1200m、2025年は京都競馬場芝1200mで施行される。1996年から2017年までは地方馬が1着になった場合に限りNHKマイルカップの優先出走権が与えられていた。2019年からはリステッド競走となる。本競走の優勝馬からはテルテンリュウ（1979年）、シンボリインディ（1999年）がGI優勝馬となっている。名称はキク科の半耐寒性多年草、マーガレットから。

#### すみれステークス
すみれステークスは1984年に3歳オープンの阪神競馬場芝1600mで施行。翌1985年より現在の芝2200mで開催されるようになった。1984年から1988年・1990年はすみれ賞の名称で施行されている。但し、1991年・1994年は中京競馬場芝2000m、1995年は京都競馬場芝外回り2200mで施行された。2019年からはリステッド競走となる。本競走の優勝馬からはスーパークリーク（1988年）、フサイチコンコルド（1996年）、キングカメハメハ（2004年）がGI優勝馬となっている。名称は「スミレ科」の花であるスミレから。

#### 橘ステークス
橘ステークス（たちばなステークス）は2002年〜2009年までは3歳オープンの京都競馬場芝内回り1200mで施行され、2010年より芝外回り1400mになっている。2010年から2017年までは地方馬が1着になった場合に限り安田記念の優先出走権が与えられていた。2019年からはリステッド競走となる。2021年・2022年は京都競馬場の整備工事に伴い、中京競馬場の芝1400mで施行された。本競走の優勝馬からはサニングデール（2002年）、ルガル（2024年）がGI優勝馬となっている。名称はミカン科の常緑小高木。

#### 白百合ステークス
白百合ステークス（しらゆりステークス）は1980年に3歳オープンの中京競馬場芝2000mで施行。翌1981年〜1994年まで阪神競馬場芝2000mで施行された（但し1991年は阪神競馬場改修工事のため、京都競馬場芝内回り2000mで施行）。1995年より再び中京競馬場の施行に変更。1997年に芝1800m、1998年にダート1700mに変更。1999年のみ読売新聞中部支社より寄贈賞を受け、スポーツ報知杯白百合ステークスとして施行される。1999年に900万下（2002年より1000万下）の芝1800mに格下げとなったが、2005年からは東京競馬場で施行されていた駒草賞が休止となったこともあり、再びオープン特別競走となる。同じ週に行われる日本ダービーに出走できなかった馬が出走することもあり、福島競馬場で行われる重賞競走のラジオNIKKEI賞と共に残念ダービーと例えられることがある。2010年からは京都競馬場芝外回り1800mで施行されている。2019年からはリステッド競走となる。2021年・2022年は京都競馬場の整備工事に伴い、中京競馬場の芝2000mで施行された。本競走の優勝馬からはGI馬は輩出されていない。名称はユリ科の一種で花の白いユリのこと。

### 2・3歳限定ダートオープン特別
中央競馬では、降雪や馬場の改修といった事情により芝からダートにコース変更された場合を除いては、2・3歳馬限定のダートのオープン特別が長らく存在していなかった。路線の整備が始まったのは1995年のことで、12月の阪神競馬場の2歳限定戦シクラメンステークスが芝1400mからダート1400mに設定変更され2003年まで施行。翌1996年には2月の京都競馬場の3歳限定戦バイオレットステークスが、芝1400mからダート1400mに設定変更され2008年まで施行された。
2023年以前、当時6月に東京で行われていたユニコーンステークスまで中央競馬では3歳ダート重賞は実施されておらず、中央馬が出走可能な地方競馬のダートグレード競走も5月に園田競馬場で行われる兵庫チャンピオンシップが最初であった。そのため、5月までに行われる3歳限定のダートオープン特別は、ユニコーンステークスや7月に大井競馬場で行われていたジャパンダートダービーに向けての重要なステップレースと見做されていた。2024年に3歳ダート重賞の整備が行われて以降、新たにJpnIに昇格となた羽田盃・東京ダービーの優先出走権付与競走はユニコーンステークスを除き地方競馬側に移管された。
これらの競走は地方競馬所属馬も出走できる特別指定交流競走となっている。斤量は全レース同じで牡・セン馬56kg、牝馬54kgの収得賞金1200万円毎に1kg増である。

#### カトレアステークス
カトレアステークスは2020年より東京競馬場ダート1600mの2歳オープン特別で施行されている。2015年から2019年まで2歳1勝クラス（500万円以下）の特別競走「カトレア賞」として施行されていた。2016年よりケンタッキーダービー出走馬選定ポイントシリーズ『JAPAN ROAD TO THE KENTUCKY DERBY』の対象競走に指定されている。本競走の優勝馬からはレモンポップ（2020年）、アマンテビアンコ（2023年）、ナチュラルライズ（2024年）がダートGIを制している。名称は中南米原産のラン科の洋ランの一種カトレアから。

#### ポインセチアステークス
ポインセチアステークスは2025年より阪神競馬場ダート1800mの2歳オープン特別で施行される予定の競走である。1999年から2013年まで（2010年を除く）2歳1勝クラス（500万円以下）の特別競走「ポインセチア賞」として施行されていた。名称は中米原産のトウダイグサ科の常緑低木ポインセチアから。

#### ヒヤシンスステークス
ヒヤシンスステークスは1985年〜1996年までは東京競馬場芝1400mの3歳オープン特別で施行され、1997年よりダート1600mの3歳オープン特別として施行されている（1988年以前はヒヤシンス賞）。但し、2003年は東京競馬場改修工事のため中山競馬場ダート1800mで施行された。2017年よりケンタッキーダービー出走馬選定ポイントシリーズ『JAPAN ROAD TO THE KENTUCKY DERBY』の対象競走に指定される。2019年からはリステッド競走となる。過去の優勝馬からはタイキヘラクレス（1999年）、ノボジャック（2000年）、ビッグウルフ（2003年）、カフェオリンポス（2004年）、サクセスブロッケン（2008年）、ゴールドドリーム（2016年）、カフェファラオ（2020年）、ラムジェット（2024年）がダートGIを制している。名称は中近東原産のユリ科の球根性多年草のヒヤシンスから。

#### 昇竜ステークス
昇竜ステークス（しょうりゅうステークス）は2000年より中京競馬場ダート1700mの3歳オープン特別で施行され、2011年と2012年は京都競馬場ダート1400m、2010年と2013年は京都競馬場ダート1800mで施行され、2014年からは中京競馬場ダート1400mで施行されている。過去の優勝馬からはパーソナルラッシュ（2004年）、バンブーエール（2006年）、クリソライト（2013年）、コーリンベリー（2014年）がダートGIを制している。名称は空に昇っていく竜のこと。

#### 伏竜ステークス
伏竜ステークス（ふくりゅうステークス）は2000年より中山競馬場ダート1800mの3歳オープン特別で施行されている（2011年のみ東日本大震災の影響により開催中止）。2019年より『JAPAN ROAD TO THE KENTUCKY DERBY』の最終戦に位置づけられるようになり、4着までの馬に付与されるポイントも他の競走と比べて大きくなっている。過去の優勝馬からはビッグウルフ（2003年）、フレンドシップ（2006年）、スーニ（2009年）、ハタノヴァンクール（2012年）、コパノリッキー（2013年）がダートGIを制し、『JAPAN ROAD TO THE KENTUCKY DERBY』のポイント獲得馬からはマスターフェンサー（2019年2着）、テーオーパスワード（2024年）、ルクソールカフェ（2025年）が本競走の後ケンタッキーダービーに出走している。名称は水中に潜み昇天の機を待つ竜のこと。

#### バイオレットステークス
バイオレットステークスは1984年に京都競馬場ダート1900m（降雪のため芝2000mから変更）の3歳オープン特別で施行され、1985年から1995年までは京都競馬場芝外回り1400mで施行された。但し、1990年・1994年は阪神競馬場芝1400mで施行された。1996年から2008年まで京都競馬場ダート1400mで施行され、2009年から2023年まで開催休止となっていたが、2024年の3歳ダート路線の整備に伴い阪神競馬場ダート1400mで施行されている。過去の優勝馬からはマックスビューティ（1987年）がGIを制している。名称はスミレの英語名から。

#### 端午ステークス
端午ステークス（たんごステークス）は1998年より京都競馬場ダート1800mの3歳オープン特別で施行され、2013年からは京都競馬場ダート1400mで施行されていた。2011年は東日本大震災被災地支援競走いぶき賞に名称を変更して施行された。2021年・2022年は京都競馬場の整備工事に伴い、阪神競馬場ダート1400mで施行された（2021年のみ「ウインズ京都開設70周年記念」の副題としても施行される）。2024年の3歳ダート路線の整備に伴い、本競走は開催休止となった。過去の優勝馬からはレギュラーメンバー（2000年）、ゴールドアリュール（2002年）、カネヒキリ（2005年）、サクセスブロッケン（2008年）、グレープブランデー（2011年）、ハタノヴァンクール（2012年）、ホワイトフーガ（2015年）がダートGIを制している。名称は五節句のひとつ端午の節句から。

#### 青竜ステークス
青竜ステークス（せいりゅうステークス）は2014年より東京競馬場ダート1600mの3歳オープン特別で施行されている。名称は中国の伝説上の神獣、四神（四象）の1つである青竜から。過去の優勝馬からはノンコノユメ（2015年）がダートGIを制している。

#### 鳳雛ステークス
鳳雛ステークス（ほうすうステークス）は2014年より京都競馬場ダート1800mの3歳オープン特別で施行されている。2019年からはリステッド競走となる。2021年・2022年は京都競馬場の整備工事に伴い、中京競馬場のダート1800mで施行された。過去の優勝馬からはカゼノコ（2014年）、キョウエイギア（2016年）がダートGIを制している。名称は鳳凰の雛から。

### 古馬オープン特別

#### 北九州短距離ステークス
北九州短距離ステークス（きたきゅうしゅうたんきょりステークス）は小倉競馬場の芝1200mで行われている競走である。レース名の「北九州」とは福岡県北部の政令指定都市である北九州市のことであり、2003年には「北九州市市制40周年記念」の、2023年には「北九州市制60周年記念」の副題がそれぞれつけられた。1984年から2001年、および2003年から2006年にかけて夏季にオープン特別競走として施行された（1998年は小倉競馬場の改修工事に伴い阪神競馬場で施行された）。新設された1983年は1300万円以下の、2002年および2007年から2019年までは1600万円以下（2019年から3勝クラスに名称変更）のそれぞれの条件特別競走となったが、2020年以降は2月の施行となりオープン特別競走に戻るかつ、国際競走としても施行されている。オープン特別競走としての本競走の優勝馬からは1999年に芝1200mの日本レコードとなる1分06秒5のタイムを記録したアグネスワールドと、カルストンライトオ（2001年）がのちにGI優勝馬となっている。

#### 米子ステークス
米子ステークス（よなごステークス）は2000年から2024年まで阪神競馬場の芝1600mで行われていた競走である。寄贈賞として米子市長賞が提供されていた。本競走は2019年からリステッド競走に格付けされ、2020年からはサマーマイルシリーズの対象競走に指定されている。2006年と2024年は阪神競馬場改修工事により、京都競馬場の芝1600mで開催されている。2000年以降の本競走の優勝馬からは、朝日杯3歳ステークスを勝っていたエイシンプレストン（2001年）が後にGI2勝目を挙げている。2025年からはしらさぎステークスと改称の上でGIIIに昇格した。なお「米子」を冠する競走として2025年より「米子城ステークス」（芝1200m）が新たに設定された。

#### KBC杯
KBC杯（ケイビーシーはい）は1992年より小倉競馬場のダート1700mで行われていた競走である。九州朝日放送（KBC）より寄贈賞を受けていた。1998年は小倉競馬場の改修工事に伴い、阪神競馬場ダート1400mで施行された。1991年に「小倉競馬場開設60周年記念」として施行していた後、1992年から2010年にかけてオープン特別競走として施行された。オープン特別競走としての本競走の優勝馬からはスマートファルコン（2008年）が後にGI優勝馬となっている。2011年から2016年は1600万下条件で施行したが、2017年以降は休止されている。

#### 阿蘇ステークス
阿蘇ステークス（あそステークス）は現名称では1991年から行われている競走である（1990年以前は阿蘇特別）。名称は阿蘇山から。1991年より2000年までは1500万円以下および1600万円以下の条件特別で行われた（1998年は小倉競馬場改修工事のため施行せず）。2001年より3歳以上オープンの小倉競馬場ダート1700mで施行されている。2024年は阪神競馬場リフレッシュ工事に伴う開催日割の変更のため休止となる。2001年以降の本競走の優勝馬からはサンライズバッカス（2005年）、グレープブランデー（2012年）、キングズソード（2023年）が後にGI優勝馬となっている。レコードタイムは2006年8月27日に行われたレースで、サンライズキングの1分41秒8となっている。

## 中央競馬オープン特別競走一覧（2025年）
※競走名が太字のものはリステッド競走（L）を示す。

### 2歳オープン特別
春季は競走無し。
夏季
- ダリア賞
- コスモス賞
- クローバー賞
- ひまわり賞
- すずらん賞

秋季
- 野路菊ステークス
- 芙蓉ステークス
- カンナステークス
- もみじステークス
- アイビーステークス
- 萩ステークス
- 福島2歳ステークス
- カトレアステークス
- スポーツ報知杯クリスマスローズステークス
- ポインセチアステークス

### 3歳オープン特別
夏季・秋季は競走無し。
春季
- ジュニアカップ
- 紅梅ステークス
- 若駒ステークス
- クロッカスステークス
- エルフィンステークス
- ヒヤシンスステークス
- マーガレットステークス
- すみれステークス
- アネモネステークス
- 昇竜ステークス
- 若葉ステークス
- 伏竜ステークス
- バイオレットステークス
- 忘れな草賞
- 橘ステークス
- スイートピーステークス
- プリンシパルステークス
- 青竜ステークス
- 鳳雛ステークス
- 白百合ステークス

### 古馬オープン特別
春季
- 万葉ステークス
- すばるステークス
- ポルックスステークス
- 淀短距離ステークス
- ニューイヤーステークス
- カーバンクルステークス
- ジャニュアリーステークス
- 白富士ステークス
- 門司ステークス
- 令月ステークス
- 小倉日経賞
- アルデバランステークス
- 洛陽ステークス
- バレンタインステークス
- 北九州短距離ステークス
- 大和ステークス
- 仁川ステークス
- 総武ステークス
- 大阪城ステークス
- コーラルステークス
- 東風ステークス
- 米子城ステークス
- レグルスステークス
- 千葉ステークス
- 六甲ステークス
- ポラリスステークス
- 吾妻小富士ステークス
- 大阪-ハンブルクカップ
- 福島民報杯
- 春雷ステークス
- 京葉ステークス
- 天王山ステークス
- オアシスステークス
- ブリリアントステークス
- 越後ステークス
- メトロポリタンステークス
- 谷川岳ステークス
- 平城京ステークス
- 鞍馬ステークス
- 栗東ステークス
- 欅ステークス
- 韋駄天ステークス
- 都大路ステークス
- アハルテケステークス
- 安土城ステークス

夏季
- 水無月ステークス
- 三宮ステークス
- ジューンステークス
- ウッドバイン競馬場賞パラダイスステークス
- 天保山ステークス
- スレイプニルステークス
- 青函ステークス
- 大沼ステークス
- ジュライステークス
- 安達太良ステークス
- 巴賞
- 阿蘇ステークス
- マリーンステークス
- 福島テレビ賞
- 札幌日経賞
- 名鉄杯
- 関越ステークス
- UHB賞
- NST賞
- BSN賞
- 朱鷺ステークス
- 名古屋城ステークス
- 丹頂ステークス

秋季
- エニフステークス
- ラジオ日本賞
- ながつきステークス
- ポートアイランドステークス
- オパールステークス
- グリーンチャンネルカップ
- 藤森ステークス
- 太秦ステークス
- オクトーバーステークス
- 新潟牝馬ステークス
- ブラジルカップ
- カシオペアステークス
- カノープスステークス
- ルミエールオータムダッシュ
- 神無月ステークス
- ペルセウスステークス
- まほろばステークス
- 室町ステークス
- みちのくステークス
- アンドロメダステークス
- 福島民友カップ
- オーロカップ
- シトリンステークス
- 霜月ステークス
- フランスギャロ賞キャピタルステークス
- オータムリーフステークス
- りんくうステークス
- ラピスラズリステークス
- リゲルステークス
- 師走ステークス
- タンザナイトステークス
- コールドムーンステークス
- ベテルギウスステークス
- ディセンバーステークス
- ギャラクシーステークス

### 障害オープン特別
春季
- 中山新春ジャンプステークス
- 牛若丸ジャンプステークス
- ペガサスジャンプステークス
- 三木ホースランドパークジャンプステークス

夏季
- ソレイユジャンプステークス

秋季
- 清秋ジャンプステークス
- 秋陽ジャンプステークス
- イルミネーションジャンプステークス

## 2008年の変更点

### 春季
- 新たに以下の3競走を新設。
  - 門松ステークス（1600万円以下条件競走からの変更）
  - バレンタインステークス（過去にオープンとして施行されていた時期もある）
  - 春雷ステークス（「美浦トレーニングセンター開設30周年記念」の副称がつく）
- 2007年まで行われていたエイプリルステークスが廃止。
- 2007年に東京競馬場グランドオープン記念として行われた競走はメトロポリタンステークスとして施行。

### 秋季
- 新たに以下の4競走を新設（4競走とも1600万円以下条件競走からの変更）。
  - アイルランドトロフィー（過去にオープンとして施行されていた時期もある）
  - 室町ステークス
  - ブラジルカップ（過去にオープンとして施行されていた時期もある）
  - 京洛ステークス
- 2007年まで行われていたオパールステークスが休止。
- 2007年にオープンとして施行されたアルデバランステークスが休止。

## 2009年の変更点

### 春季
- 新たに以下の5競走を新設。
  - ジャニュアリーステークス（1600万円以下条件競走からの変更）
  - 名鉄杯（1000万円以下条件競走からの変更）
  - アルデバランステークス（2007年にオープンとして施行）
  - ポラリスステークス
  - 六甲ステークス（過去にオープンとして施行されていた時期もある）
- 2008年までオープンとして施行された菜の花賞がフェアリーステークスの開催時期移動により、500万円以下条件競走に変更。
- 2008年まで行われていたバイオレットステークスが休止。

### 夏季
- 新たに以下の1競走を新設。
  - 朱鷺ステークス（過去にオープンとして施行されていた時期もある）
- 2008年まで行われていたNSTオープンが中央地方指定交流競走でなくなったため、NST賞に名称変更。
- 2008年まで行われていたマリーゴールド賞と北陸ステークスが休止（北陸ステークスは2011年・2012年は1600万下で夏季[10][11]、2015年から1600万下で秋季にそれぞれ施行）。
- 函館競馬場のスタンド改修工事による開催日程の関係でコスモス賞が休止。

### 秋季
- 新たに以下の1競走を新設（1600万円以下条件競走からの変更）。
  - 太秦ステークス
- 2008年まで行われていたさざんかステークスが休止（2017年から500万円以下条件競走のさざんか賞として施行）。

## 2010年の変更点

### 春季
- 新たに以下の3競走を新設。
  - 大和ステークス（1600万円以下条件競走からの変更）
  - メイステークス（過去にオープンとして施行されていた時期もある）
  - 天王山ステークス（1000万円以下条件競走からの変更）
- 2009年にオープンとして施行された名鉄杯が1600万円以下条件競走に変更。
- 2009年まで行われていた門松ステークスが休止（2019年から1600万円以下条件競走として施行）。

### 夏季
- 新たに以下の1競走を新設。
  - 函館競馬場グランドオープン記念

### 秋季
- 新たに以下の2競走を新設。
  - 夕刊フジ杯オパールステークス（過去にオープンとして施行されていた時期もある）
  - ラピスラズリステークス
- 2009年までオープンとして施行されたトパーズステークスがみやこステークスとして重賞競走に格上げ。
- 中京競馬場改修工事のため尾張ステークスがアンコールステークスに名称変更。
- 中京競馬場改修工事による開催日程の関係で中京2歳ステークスが休止。

## 2011年の変更点

### 春季
- 新たに以下の2競走を新設。
  - 洛陽ステークス（過去にオープンとして施行されていた時期もある）
  - アハルテケステークス（1600万円以下条件競走からの変更）
- 2010年まで行われていたバレンタインステークスが休止。

### 夏季
- 新たに以下の3競走を新設。
  - 五稜郭ステークス（1600万円以下条件競走からの変更）
  - 祇園ステークス
  - 安土城ステークス
- 2010年までオープンとして施行されたKBC杯が1600万円以下条件競走に変更。

### 秋季
- この年に限り、ペルセウスステークスとオパールステークスが「シンボリルドルフ追悼競走」の副題を付けて施行。
- 中京競馬場改修工事のため尾張ステークスがアンコールステークスに名称変更。
- 中京競馬場改修工事による開催日程の関係で中京2歳ステークスが休止。

### 自然災害の影響により変更されたもの
- 東日本大震災および東京電力・福島第一原子力発電所の事故による中山競馬場・福島競馬場の開催中止に伴いアネモネステークス、東風ステークス、ペガサスジャンプステークス、伏竜ステークス、福島民報杯、春雷ステークス、京葉ステークス、福島ジャンプステークスが開催中止。
- 福島競馬場の開催中止に伴う小倉競馬場の開催延長により、エスペランサステークスを施行。
- 端午ステークスが東日本大震災被災地支援競走いぶき賞に名称を変更して施行。
- 欅ステークスが東日本大震災被災地支援競走つばさ賞に名称を変更して施行。
- 新潟競馬場の開催延長により、ルミエールステークスを施行。
- 福島競馬場の開催中止に伴い、福島テレビオープンが夏至ステークスに、福島民友カップが信越ステークスに名称を変更して施行。
- マイルチャンピオンシップ南部杯が当年のみ東京競馬場で施行されることでオーロカップが1600万円以下条件競走として行われ、本来の位置にパラダイスステークスとして施行。

## 2012年の変更点

### 春季
- 新たに以下の1競走を新設。
  - 鞍馬ステークス（1600万円以下条件競走からの変更）
- 2011年までオープンとして施行されたオーストラリアトロフィーが1600万円以下条件競走に変更。
- 2010年まで秋季に施行された福島民友カップが春季に移設。
- 2011年に夏季に施行された安土城ステークスが春季に移設。
- 2011年まで行われていたテレビ愛知オープンが廃止。
- 2011年まで行われていた谷川岳ステークスと天王山ステークスが休止。

### 夏季
- 新たに以下の4競走を新設。
  - 天保山ステークス
  - ジュライステークス（1600万円以下条件競走からの変更）
  - UHB賞（1000万円以下条件競走からの変更）
  - 丹頂ステークス（みなみ北海道ステークスからの名称変更）
- 2011年までオープンとして施行されたUHB杯が1000万円以下条件競走に変更。
- 2011年にオープンとして施行された祇園ステークスが休止（祇園ステークスは2014年から1000万下条件競走の祇園特別として施行）。
- 2011年にオープンとして施行された五稜郭ステークスが1600万円以下条件競走に変更。
- 2011年まで春季に施行されたアハルテケステークスが夏季に移設。
- 2009年まで秋季に施行された中京2歳ステークスが夏季に移設。
- 2011年まで行われていたラベンダー賞とみなみ北海道ステークス[注釈 2]が夏季競馬開催日割変更に伴い廃止。

### 秋季
- 新たに以下の3競走を新設。
  - ラジオ日本賞
  - リゲルステークス
  - フェアウェルステークス（1600万円以下条件競走からの変更、「近代競馬150周年記念」の副称がつく）
- 2011年までオープンとして施行された師走ステークスが1600万円以下条件競走に変更。
- 2011年までオープンとして施行されたファイナルステークスが1600万円以下条件競走に変更。
- 2010年・2011年にアンコールステークスとして行われた競走は尾張ステークスとして施行。

## 2013年の変更点

### 春季
- 安土城ステークスは当年のみ2000'sダービーメモリーズ・ディープインパクトカップとして施行。
- 2012年まで秋季に施行された三木ホースランドパークジャンプステークスが春季に移設。
- 2012年まで行われていた淀ジャンプステークスが廃止。

### 夏季
- 新たに以下の1競走を新設。
  - パラダイスステークス（過去にオープン競走として施行されていた時期もある）
- 2012年まで行われていた福島ジャンプステークスと関越ステークスとしらかばステークスが休止（しらかばステークスは2020年から2022年まで3勝クラスの特別競走として施行）。
- 札幌競馬場のスタンド改修工事による開催日程の関係でクローバー賞が休止。

### 秋季
- この年に限り、紫苑ステークスが「トウカイテイオー追悼競走」の副題を付けて施行。
- 2012年まで行われていた太秦ステークスがオータムリーフステークスに名称変更。
  - オータムリーフステークスがJRAプレミアム対象レースとなり、京都オータムリーフプレミアムに名称変更して施行。

## 2014年の変更点

### 春季
- 新たに以下の4競走を新設。
  - ポルックスステークス
  - 青竜ステークス
  - 鳳雛ステークス
  - 韋駄天ステークス
- 2012年・2013年に施行されなかった天王山ステークスと谷川岳ステークスが復活。
- 2013年に2000'sダービーメモリーズ・ディープインパクトカップとして施行した競走は安土城ステークスとして施行。
- 京葉ステークスがJRA60周年記念競走に指定され、最強の荒武者 オルフェーヴルカップと名称を変更して施行。

### 夏季
- 新たに以下の1競走を新設。
  - 青富士ジャンプステークス（この年に限り施行された）

### 秋季
- 新たに以下の4競走を新設。
  - 清秋ジャンプステークス
  - アイビーステークス（過去にオープンとして施行されていた時期もある）
  - もみじステークス（過去にオープンとして施行されていた時期もある）
  - タンザナイトステークス
- 2012年・2013年に1600万下条件競走として施行された師走ステークスとファイナルステークスがオープン特別に戻る。
- 2012年・2013年にオープン特別として施行されたフェアウェルステークスが1600万下条件競走に変更。
- ペルセウスステークスが顕彰馬選定記念エルコンドルパサーメモリアルにレース名を変更して施行。
- 2013年に京都オータムリーフプレミアムとして施行された競走はオータムリーフステークスとして施行。
- 2011年から2013年まで施行していた信越ステークスはこの年は休止。
- 2013年までオープン特別として施行されたギャラクシーステークスと尾張ステークスが休止（尾張ステークスは2016年から1000万下条件競走の尾張特別として施行）。
- 2012年・2013年に春季で施行していた福島民友カップが秋季の施行に戻る。
- 2013年までオープンとして施行されたいちょうステークスと京都2歳ステークスが重賞競走に格上げ。

### 自然災害の影響により変更されたもの
- 春麗ジャンプステークスが積雪の影響により開催取りやめ。

## 2015年の変更点

### 春季
- 新たに以下の1競走を新設。
  - 総武ステークス
- メイステークスがモンゴル大統領の東京競馬場来場を記念してモンゴル大統領賞にレース名を変更して施行（本年限り）。

### 秋季
- 2014年に顕彰馬選定記念エルコンドルパサーメモリアルとして施行した競走は開局20周年記念グリーンチャンネルカップとして施行。
- 2014年に施行されなかった信越ステークスが復活。
- 福島民友カップが2002年以来のダート戦となる。

## 2016年の変更点

### 春季
- 新たに以下の2競走を新設。
  - カーバンクルステークス
  - 夢見月ステークス
- 2013年〜2015年に施行されなかった太秦ステークスが復活。

### 夏季
- 巴賞が北海道新幹線の開業を記念して「北海道新幹線開業記念」の副称がつく。
- マリーンステークスが函館競馬場開設120周年を記念してアメリカ・デルマー競馬場との交換競走を実施するため「デルマーサラブレッドクラブ賞マリーンステークス」となる[12]。

### 秋季
- 新たに以下の1競走を新設。
  - ルミエールオータムダッシュ
- オーロカップが東京競馬場と盛岡競馬場との姉妹提携20周年を記念して「盛岡競馬場姉妹提携20周年記念」の副称がつく。
- 霜月ステークスが日本とベルギーの友好150周年を記念して「日本・ベルギー友好150周年記念」の副称がつく。
- 2015年まで施行されていた京洛ステークスが休止。
- 2015年までオープンとして施行された紫苑ステークスが重賞競走に格上げ。

## 2017年の変更点

### 春季
- 2011年〜2016年まで施行されなかったバレンタインステークスがダート競走として復活。
- 大阪-ハンブルクカップが芝1400mに施行距離を変更[13]。
- 2016年に施行された太秦ステークスが休止。

### 夏季
- 2016年まで春季の1000万下条件で施行していた名鉄杯がオープン競走に戻る。
- 2012年〜2016年まで施行していたジュライステークスが休止（条件などは名鉄杯に引き継がれる）。

### 秋季
- 新たに以下の1競走を新設。
  - オクトーバーステークス（1600万円以下条件競走からの変更）[14]
- 2016年までオープン特別として施行されたアイルランドトロフィーが府中牝馬ステークスに統合。競走条件はオクトーバーステークスに引き継がれた。
- 霜月ステークスが日本とデンマークの外交関係樹立150周年を記念して「日本・デンマーク外交関係樹立150周年記念」の副称がつく[15]。
- 2014年〜2016年に施行されなかったギャラクシーステークスが復活[16]。
- 2014年〜2016年にオープン特別として施行されたファイナルステークスが1600万下条件競走に変更。

## 2018年の変更点

### 春季
- マーガレットステークスが芝1200mに施行距離を変更かつ、2月末に開催時期を移動[17]。
- 2016年・2017年にオープン特別として施行された夢見月ステークスが休止。
- 2017年までオープン特別として施行された大阪-ハンブルクカップが1600万下条件競走に変更[18]。
- この年に限り、欅ステークスが「テイエムオペラオー追悼競走」の副題を付けて施行。
- 2017年までオープンとして施行された葵ステークスが重賞競走に格上げ。

### 夏季
- 米子ステークスが大山の開山1300年祭開催を記念して「大山開山1300年祭開催記念」の副称がつく。
- パラダイスステークスがカナダ・ウッドバイン競馬場との交換競走を実施するため「ウッドバイン競馬場賞パラダイスステークス」となる[19]。
- 平地でのオープン競走が九州産馬限定のひまわり賞以外すべて国際競走に指定される（秋季以降も同様である）。

## 2019年の変更点

### 春季
- 春麗ジャンプステークスが2月下旬の中山での開催に移設され、距離も障害ダート3200mに変更[20]。
- 春雷ステークスがウインズ後楽園の開設70周年を記念して「ウインズ後楽園開設70周年記念」の副称が付く[21]。
- オアシスステークスがウインズ新宿の開設70周年を記念して「ウインズ新宿開設70周年記念」の副称が付く[22]。
- メトロポリタンステークスがウインズ渋谷の開設70周年を記念して「ウインズ渋谷開設70周年記念」の副称が付く。
- 栗東ステークスが栗東トレーニングセンターの開設50周年を記念して「栗東トレーニングセンター開設50周年記念」の副称が付く[23]。

### 夏季
- 新たに以下の1競走を新設。
  - スレイプニルステークス[24]
- この年に限り、札幌日経オープンとUHB賞が「ディープインパクト追悼競走」の副題を付けて施行。

### 秋季
- 新たに以下の1競走を新設。
  - ながつきステークス（1600万円以下条件競走からの変更、過去にオープンとして施行されていた時期もある）
- オクトーバーステークスがウインズ渋谷の開設70周年を記念して「ウインズ渋谷開設70周年記念」の副称が付く。
- 2017・2018年に休止していた太秦ステークスが秋季に移設されて復活（ダート1800m）。

### 自然災害の影響により変更されたもの
- メトロポリタンステークスは天候不良により開催取りやめ。
- プリンシパルステークスは天候不良により1週順延される。

## 2020年の変更点

### 春季
- 新たに以下の2競走を新設。
  - 北九州短距離ステークス（3勝クラスからの変更かつ春季に移設、過去にオープンとして施行されていた時期もある）
  - 吾妻小富士ステークス（1000万円以下条件競走からの変更かつ距離もダート1700mに変更、過去にオープンとして施行されていた時期もある）
- ペガサスジャンプステークスが2回中山4週目に移設。
- 名鉄杯が京都競馬場の改修工事に伴う開催日割変更に伴い、春季に移設の上ダート1400mに変更。リステッド格付けは後述のジュライステークスに継承される。
- 2019年まで夏季にオープン特別として施行されたバーデンバーデンカップが春季に移設され、3勝クラスに変更。

### 夏季
- 新たに以下の1競走を新設。
  - 三宮ステークス
- 2013年〜2019年に施行されなかった関越ステークスが芝1800mの競走として復活。
- 米子ステークスがサマーマイルシリーズの対象競走に指定かつ、ウインズ米子の開設20周年を記念して「ウインズ米子開設20周年記念」の副称が付く。
- 2017年〜2019年に施行されなかったジュライステークスが（旧）名鉄杯から移行の形で復活。
- 福島テレビオープンが芝1200mに施行距離を変更。

### 秋季
- 新たに以下の5競走を新設。
  - ケフェウスステークス
  - 新潟牝馬ステークス
  - カトレアステークス（カトレア賞（1勝クラス）からの変更）
  - カノープスステークス
  - りんくうステークス
- 2019年まで夏季に施行されていた中京2歳ステークスが京都競馬場改修工事による開催日程の関係で秋季に移設され、芝1200mに変更。
- 2019年まで施行されていたクリスマスローズステークスが休止。

### 疫病の影響により変更されたもの
- 新型コロナウイルス感染症の流行に伴い、4月7日から6月28日までの競走が中央競馬所属馬のみで施行（特別指定交流競走から除外）された。

## 2021年の変更点

### 春季
- 新たに以下の4競走を新設。
  - 門司ステークス（3勝クラスからの変更）
  - 関門橋ステークス（3勝クラスからの変更、過去にオープンとして施行されていた時期もある）
  - 名古屋城ステークス（3勝クラスからの変更）
  - 大阪-ハンブルクカップ（3勝クラスからの変更かつ距離も芝2600mに変更、過去にオープンとして施行されていた時期もある）
- 牛若丸ジャンプステークスが京都競馬場改修工事による開催日程の関係で小倉での開催に移設され、距離も障害芝3390mに変更。
- 春麗ジャンプステークスが2月下旬の小倉での開催に移設され、距離も障害芝3390mに変更。
- 春雷ステークスがエクセル茨城境の開設を記念して「エクセル茨城境開設記念」の副称が付く。

元々、「エクセル茨城境開設記念」の副賞は、2020年5月に行われる予定だった「メトロポリタンステークス」、並びに2021年1月に行われる予定だった「初富士ステークス」にそれぞれ付けられる予定だったが、日本政府の新型コロナウィルスによる緊急事態宣言の発動により、競馬場の入場が全面禁止された無観客競馬開催（当該地域では馬券発売も見合わせ）に伴い、同所のオープンが再三延期されていた。
- 端午ステークスがウインズ京都の開設70周年を記念して「ウインズ京都開設70周年記念」の副称が付く。
- 栗東ステークスが栗東市の市制施行20周年を記念して「栗東市制施行20周年記念」の副称が付く。

### 夏季
- 新たに以下の1競走を新設。
  - TVh賞（3勝クラスからの変更）
- ジュライステークスが京都競馬場改修工事による開催日程の関係で福島での開催に移設され、距離もダート1700mに変更。

### 秋季
- 新たに以下の1競走を新設。
  - 大阪スポーツ杯（3勝クラスからの変更）

### 自然災害の影響により変更されたもの
- 福島県沖地震による福島競馬場の開催中止に伴い福島民報杯と吾妻小富士ステークスが新潟競馬場での開催に変更、さらに吾妻小富士ステークスの距離もダート1800mに変更。

## 2022年の変更点

### 春季
- ペガサスジャンプステークスが3回中山1週目に開催時期を戻す。

### 夏季
- 新たに以下の2競走を新設。
  - 松風月ステークス（3勝クラスからの変更）
  - 青函ステークス（過去にオープンとして施行されていた時期もある）
- 巴賞が函館市の市制施行100周年を記念して「函館市市制施行100周年記念」の副称が付く。
- 2021年にオープン特別として施行されたTVh賞が3勝クラスの競走に変更。

### 秋季
- 新たに以下の2競走を新設。
  - ペルセウスステークス（過去にオープンとして施行されていた時期もある）
  - コールドムーンステークス
- グリーンチャンネルカップがダート1600mに施行距離を変更。

### 自然災害の影響により変更されたもの
- 福島県沖地震による福島競馬場の開催中止に伴い吾妻小富士ステークスが5月1日に順延、その代替競走として中山競馬場ダート1800mの卯月ステークスを新設。
- 谷川岳ステークスが1週順延となり、新設を予定していた磐越ステークス（新潟競馬場・ダート1800m）が開催取りやめ。

## 2023年の変更点

### 春季
- 新たに以下の5競走を新設。
  - 睦月ステークス（以前には現：2勝クラスの「睦月賞」として施行されていた時期もある）
  - 令月ステークス
  - モルガナイトステークス
  - 越後ステークス（3勝クラスからの変更、過去にオープンとして施行されていた時期もある）
  - 平城京ステークス（3勝クラスからの変更）
- 北九州短距離ステークスが北九州市の市制施行60周年を記念して「北九州市制60周年記念」の副称が付く。
- 天王山ステークスが京都競馬場のグランドオープンを記念して京都競馬場グランドオープン記念にレース名を変更（本年限り）。
- 欅ステークスが東京競馬場の開設90周年を記念して「東京競馬場開設90周年記念」の副称が付く。
- 2022年に施行していた卯月ステークスが休止。

### 夏季
- 新たに以下の2競走を新設。
  - 安達太良ステークス
  - しらかばステークス（過去にオープンとして施行されていた時期もある）
- 2020年〜2022年に春季で施行していた名鉄杯が夏季の施行に変更されたことに伴い、ジュライステークスが休止。

### 秋季
- 新潟牝馬ステークスがリステッドに格付け[27]。
- 新たに以下の2競走を新設。
  - 藤森ステークス（3勝クラスからの変更）
  - みちのくステークス（3勝クラスからの変更）
- 2021年・2022年にオープン特別として施行された大阪スポーツ杯が3勝クラスの競走に変更。

## 2024年の変更点

### 春季
- 新たに以下の1競走を新設。
  - バイオレットステークス（過去にオープンとしてとして施行されていた時期もある）
- 2023年にオープンとして施行された睦月ステークスが休止。
- 2023年まで夏季に施行された小倉日経オープンが2月上旬の開催に移設され、距離も芝2000mに変更。
- 2023年までオープンとして施行された関門橋ステークスが3勝クラスの競走に変更。
- 2023年に京都競馬場グランドオープン記念として行われた競走は天王山ステークスとして施行。
- 2023年までオープンとして施行された端午ステークスが休止。

### 夏季
- アジア競馬会議の開催に伴い、以下の2競走をオープンとして施行（括弧内はそれぞれ2023年の同名競走の格付け、通常開催時の施行レース名）。
  - タイランドカップ（旧1勝クラス、丹頂ステークス）
  - シンガポールターフクラブ賞（旧2勝クラス、すずらん賞）
- 阪神競馬場のリフレッシュ工事に伴う開催日割の変更により、2023年までオープンとして施行されていた阿蘇ステークスが休止。
  - この変更と併せて、名鉄杯が（2023年までの）阿蘇ステークスと同時期に移設されると共にオープンとして施行され、2023年に休止していたジュライステークスが再びリステッド競走として施行。
- フェニックス賞が阪神競馬場のリフレッシュ工事に伴う開催日割の変更により休止。2回中京開催での擬似条件による代替競走の設定も行われない。
- 朱鷺ステークスが「佐渡島の金山」が世界文化遺産に登録されたことを記念して「佐渡島の金山 世界文化遺産登録記念」の副称が付く[28]。

### 秋季
- 2023年まで施行されていた太秦ステークスが休止され、大阪スポーツ杯が2022年以来のオープン特別競走となる（前年は3勝クラス、条件に変更なし）。

## 2025年の変更点

### 春季
- 新たに以下の2競走を新設。
  - 米子城ステークス
  - レグルスステークス
- 小倉日経オープンが名称を変更し、小倉日経賞として施行。
- 2024年まで阪神競馬場で施行されていたマーガレットステークスが京都競馬場での開催に移設。
- 2024年まで芝1600mで施行されていた谷川岳ステークスの施行距離を芝1400mに変更。
- 2024年まで夏季に施行されていたアハルテケステークスが春季に移行。
- コーラルステークスとポラリスステークスの負担重量の設定を入れ替え。
- ジャニュアリーステークスと大阪城ステークス及び福島民報杯の負担重量をハンデキャップから別定に変更。
- カーバンクルステークスとオアシスステークスの負担重量を別定からハンデキャップに変更。
- 2024年まで6月に施行されていたエプソムカップが5月に移設したことに伴い、2024年まで施行されていたメイステークスが休止。代わりに都大路ステークスが別定からハンデキャップに変更。
- 2024年まで小倉競馬場で施行されていた牛若丸ジャンプステークスが阪神競馬場リフレッシュ工事による開催日程の関係で中京での開催に移設され、距離も障害芝3300mに変更。
- 2024年まで施行されていた春麗ジャンプステークスが休止（小倉サマージャンプの移設・名称変更により小倉ジャンプステークスとして施行のため）。

### 夏季
- 新たに以下の3競走を新設。
  - ジューンステークス（3勝クラスからの変更）
  - 水無月ステークス（3勝クラスからの変更）
  - ソレイユジャンプステークス
- 2024年までリステッド競走として施行されていた米子ステークスがしらさぎステークスとして重賞競走に格上げ。
- 2024年は休止していた阿蘇ステークス、すずらん賞及び丹頂ステークスが2年ぶりに施行。
- 2024年まで施行されていた福島テレビオープンと札幌日経オープンを、「福島テレビ賞」及び「札幌日経賞」にそれぞれ名称変更され、福島テレビ賞の施行距離をダート1150mに変更（代わりに安達太良ステークスの施行距離が芝1200mに変更となる）。
- 2024年はリステッド競走として施行されていたジュライステークスがオープン競走並びにハンデキャップとなり、名鉄杯が2年ぶりのリステッド競走として施行。
- 2024年まで春季に施行されていた名古屋城ステークスが夏季へ移行し、負担重量をハンデキャップに変更（青函ステークスと関越ステークスも同様、代わりにBSN賞とが別定に変更となる）。
- 2024年まで施行されていた松風月ステークスとしらかばステークスが休止。

### 秋季
- 新たに以下の4競走の新設。
  - まほろばステークス（信越ステークスからの引き継ぎでリステッド競走として実施）
  - 神無月ステークス（3勝クラスからの変更、過去にオープンとしてとして施行されていた時期もある）
  - シトリンステークス
  - ポインセチアステークス（過去には2013年まで実施していたポインセチア賞の条件変更である）
- ラジオ日本賞とながつきステークスの施行距離をそれぞれ変更（前者はダート1800mからダート1200mへ、後者はダート1200mからダート1800mにそれぞれ変更）
- カノープスステークスとオータムリーフステークスの施行時期をそれぞれ変更（前者は11月から10月へ、後者は10月から11月にそれぞれ変更、さらにカノープスステークスの施行距離をダート1800mに変更）
- 2024年までオープンとして施行されていた中京2歳ステークスが小倉2歳ステークスの競走条件を引き継ぐ形で夏季に重賞競走として施行。代わりに2019年まで施行していたクリスマスローズステークスが6年ぶりに復活され、「スポーツ報知杯クリスマスローズステークス」として実施する。
- 2024年まで12月に施行されていたチャレンジカップが9月に移設したことに伴い、2024年まで施行されていたケフェウスステークスが休止。
- 2024年は休止していた太秦ステークスが2年ぶりに施行（前年まで同条件で行われた大阪スポーツ杯は阪神競馬場の3勝クラスに戻る形となる）。
- グリーンチャンネルカップが本年のみ開局30周年記念競走として実施。
- キャピタルステークスは本年からフランスギャロ賞の副題を冠して実施。
- 2024年まで施行距離芝1800m以上で施行されていた野路菊ステークスが2020年以来となる芝1600mに変更。
- ペルセウスステークスの施行距離をダート1400mからダート1600mに変更。
- 2024年まで施行されていたききょうステークスが休止。

## 重賞から格下げとなった競走
以下の競走は重賞であったが、オープン特別に格下げとなった。なおこれらはすべてアラブ系を対象とする競走だったが、アラブ系のみのレースが1995年を以て廃止になったため、これらも同年度で廃止された。
- シュンエイ記念（1974年〜1982年まで重賞競走）
- アラブ王冠（1960年〜1982年まで重賞競走）
- アラブ大賞典（1961年〜1982年まで重賞競走）

## 単発の競走
1960年代から1980年代中頃までにかけては、現在のグレード制下におけるGIII競走に匹敵する賞金が設定された、競走名が付いていない単発のオープン特別競走が存在しており、この場合は競走名ではなく単に「オープン」として称されていた。また、その結果は雑誌『優駿』でも紹介された。
1970年秋に東京競馬場で行われた「牝馬ステークス」は1着賞金がビクトリアカップと同額の1500万円であったが、これは同年施行を計画していたものの頓挫した国際招待競走の予算をあてたためとされる。
なお、1984年に、グレード制導入による重賞競走の増加や距離体系の整備、および特別競走の充実などのため、競走名のないオープン特別競走は発展的解消（事実上の廃止）を遂げた。1984年以降、競走名のないオープン特別競走は突発的な競馬番組変更時にごくわずかに施行される程度となり、最後の競走名のないオープン特別競走の開催は1995年9月24日函館第8競走での「3歳オープン」であった。
2005年に岡部幸雄騎手が同年3月に現役引退したことに伴い、その功績を讃えオープン特別の東風ステークスを本年限りで「岡部幸雄騎手引退記念」と名称変更して施行された。